# Bataille de Segré
Chouannerie
Batailles
- Liffré
- 1re Argentré
- Expédition de Quiberon
- (Landévant et Mendon
- Plouharnel
- Quiberon)
- Segré
- 1er Rocher de La Piochais
- La Ceriseraie
- La Cornuaille
- 1re La Croix-Avranchin
- La Vieuville
- Boucéel
- 1re Saint-James
- 2e Rocher de La Piochais
- 2e La Croix-Avranchin
- Auverné
- Andigné
- Croix-Couverte
- Tinchebray
- L'Auberge-neuve
- Locminé
- Saint-Hilaire-des-Landes
- Val de Préaux
- Le Grand-Celland
- 2e Argentré
- Noyant-la-Gravoyère
- La Hennerie
- Saint-Aubin-du-Cormier
- Le Mans
- Nantes
- Saint-Brieuc
- Le Lorey
- Mont-Guéhenno
- La Tour d'Elven
- 2e Saint-James
- Les Tombettes
- Pont du Loc'h

La bataille de Segré se déroule le 21 juillet 1795 lors de la Chouannerie. Elle s'achève par la victoire des chouans qui s'emparent de la ville de Segré.

## Prélude
Le 18 juillet 1795, le conseil royaliste du Haut-Anjou décide de lancer une série d'attaques sur plusieurs petites villes de Loire-Inférieure et du Maine-et-Loire. Le 20 juillet, les chouans assaillent Varades, Ancenis, Oudon et Ingrandes. Varades résiste, mais Ancenis et Ingrandes sont investies,.
La division de Mathurin Ménard, dit Sans-Peur, se rassemble quant à elle à Marans le 20 juillet et attaque Segré le 21.

## Sources
Du côté des chouans, le général Louis d'Andigné ne fait qu'une brève mention des événements dans ses mémoires. Un compte rendu plus précis est laissé dans un cahier rédigé anonymement par un prêtre au début du XIXe siècle et publié en 1898 par l'historien Arthur du Chêne.
Deux récits détaillés de l'attaque sont laissés par les administrateurs républicains. Le premier est un procès-verbal rédigé par le district, la municipalité et le juge de paix de Segré au lendemain des combats. Le second est une lettre adressée le 24 juillet au Comité de salut public par le commissaire du gouvernement Esprit-Benjamin Bancelin. 
Présent à Segré au moment de l'attaque, Bancelin affirme par la suite être parvenu à se cacher et à s'enfuir de la ville,. L'abbé anonyme donne une autre version et écrit « qu'on prit à Segré le patriote Bancelin ; on lui fit grâce à la prière de M. Charron, curé de Sainte-Gemmes ». À son arrivée à Angers, Bancelin est dénoncé comme « terroriste » par des patriotes de Segré et est un temps incarcéré.

## Forces en présence
L'attaque sur Segré est menée par Prosper Turpin de Crissé, Mathurin Ménard et Joseph de Dieusie,,. Selon le commissaire Bancelin, 3 000 chouans prennent part à l'assaut,. D'après le procès verbal des administrateurs de la ville, ils alignent un « nombre infini [...] qu'on n'a pu déterminer ».
La garnison républicaine est quant à elle forte de 150 hommes selon le commissaire Bancelin et d'au moins 300 hommes d'après l'abbé anonyme.

## Déroulement

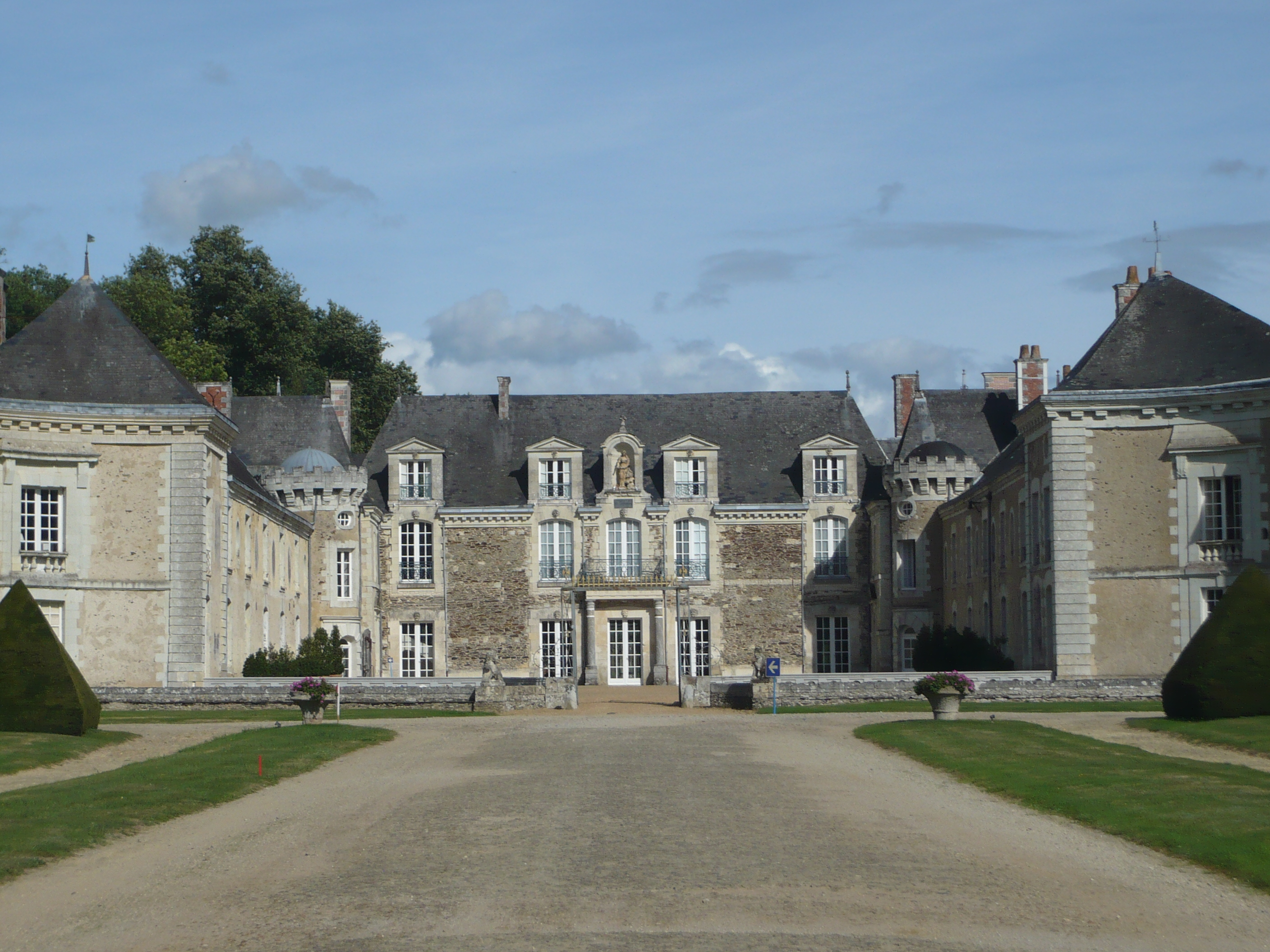
Vue du château de la Lorie en 2011.

L'attaque débute le 21 juillet vers 7 ou 8 heures du matin,. Les chouans encerclent Segré et envoient des détachements garder toutes les routes. Ils entrent dans la ville sur deux points : d'abord au nord par la route de Craon et Château-Gontier, puis à l'est par le pont de la Verzée, sur la route du Lion-d'Angers. Tous les postes et avant-postes sont rapidement pris et la garnison n'oppose guère de résistance près du siège du district,.
Les soldats et plusieurs habitants se rassemblent alors à l'extrémité de la ville et battent en retraite par la route du Lion-d'Angers,. Cependant, ils tombent dans une embuscade près du château de la Lorie, non loin du bourg de La Chapelle-sur-Oudon,,,. La tête de la colonne républicaine est alors attaquée par 400 chouans, menés par Pierre Houlbert, dit Monte-à-l'assaut, tandis que l'arrière-garde est rejointe par 50 cavaliers et d'autres chouans lancés à sa poursuite. Les républicains subissent de lourdes pertes lors de ce combat,,, et se dispersent dans les campagnes.
En revanche, un autre groupe de 25 à 35 soldats républicains se retranche dans la caserne de Haute-Bise,,,, près de l'église Sainte-Madeleine, sur le coteau de la rive gauche de l'Oudon. Sur ce point, les républicains soutiennent une longue fusillade, et résistent quatre à sept heures. Vers quatre heures du soir, les chouans, incapables de déloger les assiégés, finissent par renoncer et se retirent,,. Les républicains en profitent alors pour évacuer la ville et parviennent à fuir sur Le Lion-d'Angers,. Les chouans reviennent à Haute-Bise vers 6 heures du soir et mettent le feu à la caserne.
Pendant ce temps, les chouans restent maîtres de la ville et saisissent toutes les armes et vivres disponibles. Après avoir désarmé les habitants et pillé les bureaux et les casernes, ils emportent 200 à 300 fusils, 3 000 à 4 000 cartouches, des sabres, des pistolets, 23 bœufs et une vache, les chevaux de la gendarmerie et de différents citoyens et cinq barriques d'eau-de-vie. À 5 heures du soir, des cavaliers chouans reviennent dans la ville avec des charrettes qu'ils utilisent pour emmener des farines, des avoines et des draps. Le secrétariat et les bureaux de l'administration sont également saccagés et pillés au cours de la journée. Plusieurs registres sont brûlés ou lacérés, et 700 000 livres en assignats sont emportés.
Au cours de la nuit, des patrouilles de chouans entrent encore dans la ville et parcourent ses environs.

## Pertes
Dans ses mémoires, le général royaliste Louis d'Andigné écrit que « toute la garnison » de Segré est « passée par les armes ». Selon le procès-verbal rédigé par le district, la municipalité et le juge de paix de Segré, environ 120 à 130 républicains sont tués au château de la Lorie et 33 corps ont été comptés sur les hauteurs de Saint-Jean, dans l'ancienne paroisse de Saint-Sauveur. Le commissaire du gouvernement Bancelin déclare quant à lui que 100 ou 150 hommes ont été tués au combat et que 38 autres ont été pris et exécutés,,. Il fait également état de plusieurs réfugiés patriotes massacrés, « entre autres Blordier, juge au tribunal ; Rogaru, receveur de l'enregistrement ; Maillard, agent de la commune de Vern ; quatre gendarmes, et le fournisseur des vivres ».
Selon les mémoires de l'abbé anonyme, plus de 100 républicains sont tués ou blessés lors de l'embuscade du château de la Lorie, tandis que cinq ou six chouans sont tués et un même nombre blessés à la Haute-Bise. Deux chefs chouans comptent parmi les blessés : Delêtre, dit Des Lauriers, capitaine d'Andigné, et Raguet, dit Le Blond, capitaine de Loiré.
Selon Bancelin, le commandant de la garnison figure parmi les morts. En revanche, d'après l'abbé anonyme, un chef de bataillon est fait prisonnier et conduit à la Blanchaie, dans la commune de Sainte-Gemmes-d'Andigné, puis aux environs du Lion-d'Angers, avant d'être par la suite relâché.